# Sandra Adair
Sandra Adair (* 1952 in Carlsbad, New Mexico als Sandra Estrin) ist eine US-amerikanische Filmeditorin. Bekannt wurde sie vor allem durch ihre langjährige Zusammenarbeit mit Regisseur Richard Linklater.

## Leben
Sandra Adair wurde 1952 als Tochter von Herman und Rachel Estrin in New Mexico geboren. In den frühen 1960er Jahren zog die Familie von Carlsbad nach Las Vegas. Später zog Adair nach Los Angeles. Ihr Bruder Robert Estrin war dort seit den 1970er Jahren als Filmeditor tätig. Unter ihm arbeitete sie als Assistant Editor an Spiel- und Dokumentarfilmen wie Desert Hearts (1985), Creation of the Universe (1985), What Happened to Kerouac? (1986) oder Internal Affairs – Trau’ ihm, er ist ein Cop (1990).
1991 ließ Adair sich im texanischen Austin nieder. Seit 1993 war sie in ihrer Funktion als Filmeditorin an allen Spielfilmen des Regisseurs Richard Linklater beteiligt. Gelegentlich wirkte sie für dessen Filme auch als Co-Produzentin.
Für ihre Arbeit wurde sie mit mehreren Preisen ausgezeichnet. Bei der Oscarverleihung 2015 war sie in der Kategorie Bester Schnitt für ihre Arbeit an Boyhood nominiert. Adair ist Mitglied der Academy of Motion Picture Arts and Sciences, der American Cinema Editors (A.C.E.) und der Austin Film Society.
Aus ihrer Ehe mit Dwight Adair gingen zwei Kinder hervor.

## Filmografie (Auswahl)
- 1986: Maricela (Fernsehfilm)
- 1988: Telefon Terror (The Telephone)
- 1990: Ich lüge nie … (Smoothtalker)
- 1993: Confusion – Sommer der Ausgeflippten (Dazed and Confused)
- 1994: Texas Chainsaw Massacre – Die Rückkehr (The Return of the Texas Chainsaw Massacre)
- 1995: Before Sunrise
- 1996: SubUrbia – Sixpacks, Sex + Supermarkets (SubUrbia)
- 1998: Die Newton Boys (The Newton Boys)
- 1998: They Come at Night
- 2001: Waking Life
- 2001: Tape
- 2003: Rolling Kansas
- 2003: Sexless
- 2003: School of Rock (The School of Rock)
- 2004: Before Sunset
- 2004: $5.15/Hr. (Fernsehfilm)
- 2005: Die Bären sind los (Bad News Bears)
- 2006: Fast Food Nation
- 2006: A Scanner Darkly – Der dunkle Schirm (A Scanner Darkly)
- 2007: Elvis and Anabelle
- 2008: Inning by Inning: A Portrait of a Coach (Dokumentarfilm)
- 2008: Ich & Orson Welles (Me and Orson Welles)
- 2010: Alles muss raus (Everything Must Go)
- 2011: Bernie – Leichen pflastern seinen Weg (Bernie)
- 2012: Sushi – The Global Catch (Dokumentarfilm)
- 2012: Shepard & Dark (Dokumentarfilm)
- 2013: Before Midnight
- 2014: Boyhood
- 2015: Tumbledown
- 2016: Everybody Wants Some!!
- 2017: Last Flag Flying
- 2019: Bernadette (Where’d You Go, Bernadette)
- 2019: Another Day at the Office (Kurzfilm)
- 2020: Take Pains, Be Perfect (Dokumentarfilm)
- 2021: Without Getting Killed or Caught (Dokumentarfilm)
- 2021: Blue Miracle
- 2022: Apollo 10 ½: Eine Kindheit im Weltraumzeitalter (Apollo 10 ½: A Space Age Childhood)
- 2022: Allein mit dir (Alone Together)
- 2023: A Killer Romance (Hit Man)
- 2025: Blue Moon

## Auszeichnungen (Auswahl)
- 2012: Woodstock Film Festival: Auszeichnung für den Besten Schnitt eines Dokumentarfilms für Shepard & Dark
- 2014: Boston Society of Film Critics Awards: Auszeichnung mit dem BSFC Award für den Besten Schnitt für Boyhood
- 2014: Los Angeles Film Critics Association Awards: Auszeichnung mit dem LAFCA Award für den Besten Schnitt für Boyhood
- 2014: San Francisco Film Critics Circle: Auszeichnung mit dem SFFCC Award für den Besten Schnitt für Boyhood